# Reynaldo Gianecchini
Reynaldo  Cisoto Gianecchini Junior (Birigui, 12 de novembro de 1972) é um ator brasileiro. Iniciou sua carreira como modelo em 1991, tendo participado de desfiles e editoriais de moda até 1998. Ficou conhecido em 2000, ao interpretar o personagem Edu na telenovela Laços de Família, da TV Globo.

## Carreira
Sua estreia como ator foi no teatro com a peça Cacilda. Em 2000, atuou em sua primeira novela, Laços de Família, na qual viveu o protagonista Eduardo, um jovem médico recém-formado que se envolve em um triângulo amoroso entre Helena (Vera Fischer) e Camila (Carolina Dieckmann), mãe e filha, tendo sido muito criticado na época pela sua atuação. Em seguida, participou da novela As Filhas da Mãe, como Ricardo, homem que descobre-se apaixonado pelo amigo de trabalho Dagmar, de Cláudia Jimenez, e depois vem a saber que na verdade trata-se de uma mulher. Depois de um início conturbado por críticas ao seu trabalho, com mais experiência e estudo, tem sido respeitado e até elogiado em suas atuações na televisão e no teatro. Em 2002, protagonizou a novela Esperança, ao lado de Priscila Fantin e Ana Paula Arósio, recebendo o Prêmio Master de Melhor Ator pelo trabalho feito. Simultaneamente, participou do longa Avassaladoras, no papel do Don Juan Thiago. Em 2003, fez uma participação especial no último capítulo da novela Mulheres Apaixonadas. Em 2004, protagonizou o grande sucesso do horário das sete, Da Cor do Pecado, vivendo os gêmeos Paco e Apolo. Pela sua atuação, recebeu o Prêmio Contigo de Melhor Ator.

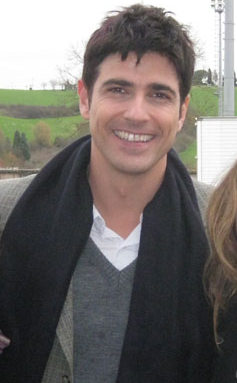
Gianecchini em 2010

Em 2005 foi que o ator viveu o melhor momento de sua carreira até então, quando encarnou o atrapalhado mecânico Paschoal, de Belíssima, mostrando a sua versatilidade e o seu lado cômico. Na trama, seu personagem formou par romântico com a fogosa Safira, de Cláudia Raia, e juntos o casal demonstrou bastante química. Pelo trabalho recebeu o Prêmio Qualidade Brasil e o Troféu Leão Lobo, ambos na categoria de Melhor Ator Coadjuvante. Ao mesmo tempo, encenou a peça Vossa Excelência, o Candidato, sendo bastante elogiado. Em 2007, viveu mais um protagonista na televisão, o Dante de Sete Pecados, ao lado das atrizes Priscila Fantin e Giovanna Antonelli. Na trama, viveu um taxista pobre, casado com a humilde Clarice, que acaba por se envolver com a ex-colega de escola Beatriz. O par formado entre Dante e Beatriz tiveram tanta química juntos que fez sucesso a música de Marisa Monte, Não Quero Ver Você Triste, nas rádios de todo o Brasil. Foi também nesse ano, que encarnou no cinema a personagem que na televisão fora vivido por Tony Ramos, o Jorge do filme Primo Basílio. Em 2008, recusou convite para participar da novela Negócio da China, alegando estar ocupado com a peça Doce Deleite, juntamente com Camila Morgado. Ainda esse ano, protagonizou o longa Sexo com Amor?. Depois, em 2009, foi convidado a viver um personagem homossexual na minissérie Cinquentinha. O personagem na verdade seria um vilão, e por esse motivo recusou o convite, já que havia se comprometido com o autor Sílvio de Abreu, a participar de sua próxima novela, Passione, na pele do vilão Frederico.
No cinema, ainda viveu o protagonista do filme Entre Lençóis, como Roberto, homem que conhece uma mulher que está a um dia do casamento, e em uma noite intensa de amor e conversa, tenta convence-la a não se casar. Também esteve presente no filme Divã, adaptação com sucesso da peça homônima para o cinema. Entre 2010 e 2011 esteve no elenco da telenovela Passione, da TV Globo, onde interpretou o vilão Frederico. Esse foi um dos papéis mais importantes da trajetória do ator, que fazia par romântico no início da trama com a personagem Clara, vilã vivida por Mariana Ximenes.
Em 2012, voltou às novelas, no horário das sete em Guerra dos Sexos, seu quarto trabalho com Silvio de Abreu. Gianecchini viveu Nando, um ingênuo motorista que ganhou grande destaque ao longo da trama. Em 2014, interpretou o cozinheiro Cadu na novela Em Família, de Manoel Carlos. Na trama, ele viveu seu quarto par romântico com Giovanna Antonelli, que interpretou Clara, esposa de Cadu que abandonou o marido para viver um relacionamento com outra mulher. Em 2015, interpretou o vilão Anthony em Verdades Secretas. Em 2016, foi o protagonista Pedro Guedes Leitão na novela A Lei do Amor. Em 2019 protagonizou ao lado de Juliana Paes, Agatha Moreira e Marcos Palmeira, a novela A Dona do Pedaço, na pele do playboy Régis.
Sua vida foi relatada pelo jornalista Guilherme Fiuza na biografia Giane — Vida, arte e luta, de 2012.

## Vida pessoal

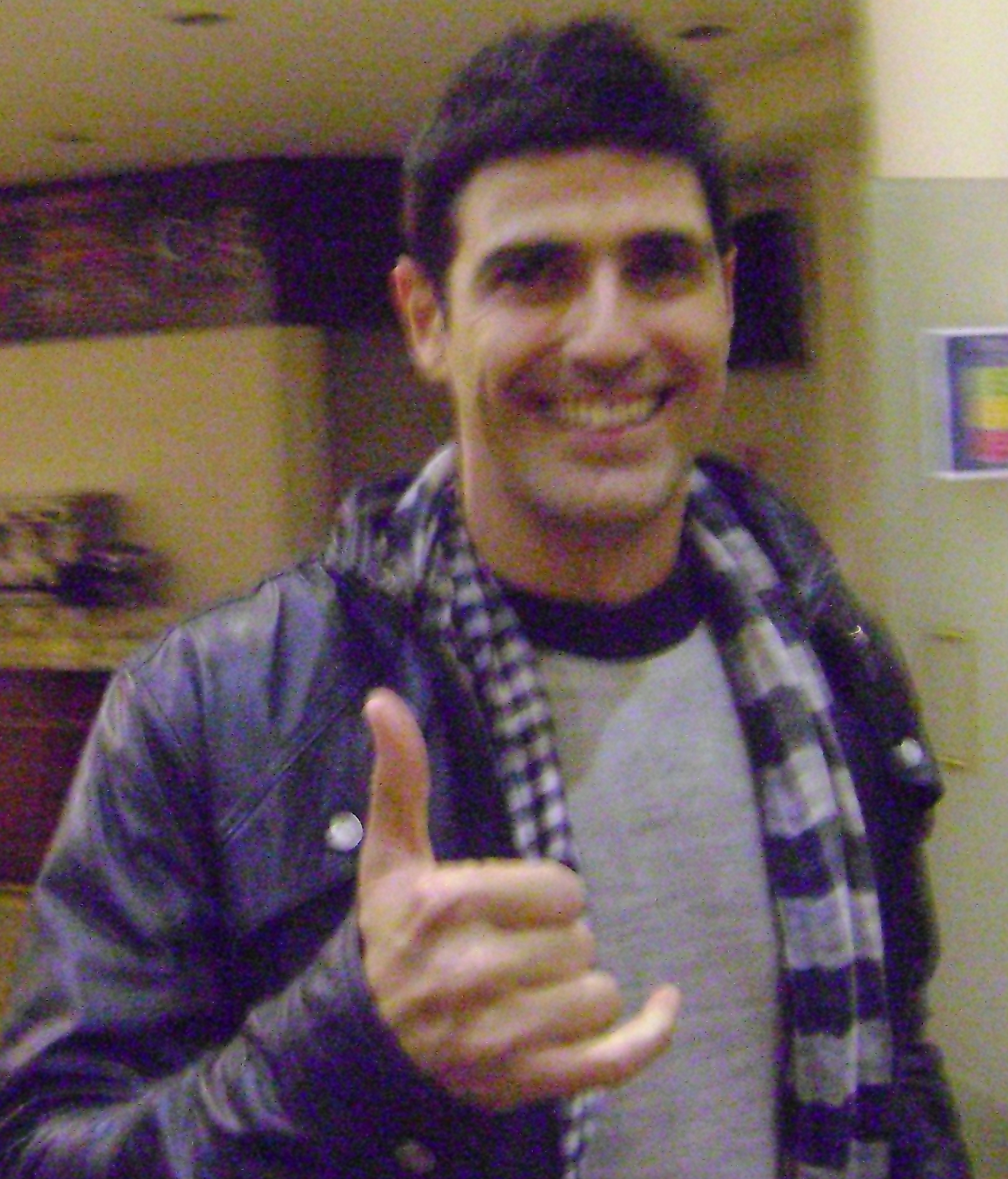
Gianecchini após a apresentação da peça "Cruel", em São Paulo, 2011

Reynaldo Gianecchini foi casado com a jornalista, atriz e apresentadora Marília Gabriela. Os dois se conheceram em 1998 e cinco meses depois estavam morando juntos. A relação sempre foi preservada por ambos em entrevistas. A diferença de idade entre eles – ela é 25 anos mais velha – foi alvo de muitos comentários maldosos. O casal terminou em 2006. Em outubro de 2011, seu pai Reynaldo Cisotto Gianecchini faleceu, vítima de um câncer no sistema digestivo.
Sobre sua sexualidade, Reynaldo rejeita rótulos, mas fala abertamente sobre manter relações sexuais com homens e mulheres. De acordo com ele, sua sexualidade é fluida.

### Doença
Em 1 de agosto de 2011, Reynaldo foi internado no Hospital Sírio-Libanês em São Paulo para cuidar de uma faringite crônica que, tratada com antibióticos, provocou uma forte reação alérgica. Exames subsequentes, entretanto, detectaram um linfoma não Hodgkin, do tipo linfoma de células T angioimunoblástico. Em 2011 o ator, aos 38 anos de idade, foi submetido a uma sessão de quimioterapia no Hospital Sírio-Libanês, em São Paulo, para tratamento do linfoma de células  T Angioimunoblástico.

## Filmografia

### Televisão
| Ano     | Título                      | Personagem                                      | Notas                                 |
| ------- | --------------------------- | ----------------------------------------------- | ------------------------------------- |
| 2000    | Laços de Família            | Eduardo de Albuquerque Monteiro Fernandes (Edu) |                                       |
| 2001    | As Filhas da Mãe            | Ricardo Brandão                                 |                                       |
| 2001    | Sítio do Picapau Amarelo    | Ele mesmo                                       | Episódio: "A Festa da Cuca"           |
| 2002    | Sai de Baixo                | Marlon Brandson                                 | Episódio: "O Último Golpe do Arouche" |
| 2002    | Esperança                   | Antônio Bellini (Tony)                          |                                       |
| 2003    | Casseta & Planeta, Urgente! | Dr. Gianecologista                              | Episódio: "12 de agosto"              |
| 2003    | Mulheres Apaixonadas        | Ricardo                                         | Episódio: "11 de outubro"             |
| 2004    | Da Cor do Pecado            | Paco Lambertini Sardinha Apolo Sardinha         |                                       |
| 2005    | Belíssima                   | Pascoal da Silva                                |                                       |
| 2005    | Clara e o Chuveiro do Tempo | Santos Dumont                                   | Episódio: "2"                         |
| 2005    | A História de Rosa          | Zeca                                            | Especial de fim de ano                |
| 2006    | Lu                          | Edílson                                         | Especial de fim de ano                |
| 2007    | Sete Pecados                | Dante Florentino                                |                                       |
| 2008    | O Natal do Menino Imperador | Dom Pedro I                                     | Especial de fim de ano                |
| 2010    | Passione                    | Frederico Lobato Filho (Fred)                   |                                       |
| 2012    | Cheias de Charme            | Ele mesmo                                       | Episódio: "13 de julho"               |
| 2012    | Guerra dos Sexos            | Fernando Cardoso (Nando)                        |                                       |
| 2014    | Em Família                  | Carlos Eduardo dos Santos (Cadu)                |                                       |
| 2015    | Verdades Secretas           | Anthony Mariano                                 |                                       |
| 2016    | A Lei do Amor               | Pedro Guedes Leitão                             |                                       |
| 2019    | A Dona do Pedaço            | Régis Mantovani                                 |                                       |
| 2022–24 | Bom Dia, Verônica           | Missionário Matias Carneiro                     | Temporadas 2–3                        |

### Cinema
| Ano  | Filme                                    | Papel                | Notas        |
| ---- | ---------------------------------------- | -------------------- | ------------ |
| 2002 | Avassaladoras                            | Thiago               |              |
| 2005 | Robôs                                    | Rodney Lataria (voz) | Dublagem     |
| 2007 | Primo Basílio                            | Jorge                |              |
| 2008 | Sexo com Amor?                           | Rafael               |              |
| 2008 | Entre Lençóis                            | Roberto              |              |
| 2009 | Divã                                     | Théo                 |              |
| 2009 | Flordelis - Basta Uma Palavra Para Mudar | Alex                 |              |
| 2013 | Se Puder... Dirija!                      | André                |              |
| 2014 | S.O.S. Mulheres ao Mar                   | André B. de Queiroz  |              |
| 2015 | S.O.S. Mulheres ao Mar 2                 | André B. de Queiroz  |              |
| 2016 | Meu Amigo Hindu                          | Ricardo Steen        |              |
| 2018 | Ser Tão Velho Cerrado                    | Ele mesmo            | Documentário |
| 2021 | Fédro                                    | Fedro / Ele mesmo    |              |
| 2024 | Uma Família Feliz                        | Vicente Fumari       |              |

## Teatro
| Ano  | Título                                     | Personagem    | Direção                           |
| ---- | ------------------------------------------ | ------------- | --------------------------------- |
| 1998 | Cacilda                                    |               | José Celso Martinez               |
| 1999 | Boca de Ouro                               |               | José Celso Martinez               |
| 2001 | O Príncipe de Copacabana                   |               | Gerald Thomas                     |
| 2003 | A Peça Sobre o Bebê                        |               | Aderbal Freire-Filho              |
| 2006 | Sua Excelência, o Candidato                | Orlando       | Alexandre Reinecke                |
| 2008 | Doce Deleite                               |               | Marília Pêra / Produtor associado |
| 2011 | Cruel                                      | Gustavo       | Elias Andreato                    |
| 2013 | A Toca do Coelho                           | Paulo Corbett | Dan Stulbach                      |
| 2017 | Os Guardas de Taj                          | Humayun       | Rafael Primot e João Fonseca      |
| 2022 | Brilho Eterno                              | Jesse         | Jorge Farjalla / Produtor da peça |
| 2023 | A Herança - Parte 1                        | Henry         | Zé Henrique de Paula              |
| 2023 | A Herança - Parte 2                        | Henry         | Zé Henrique de Paula              |
| 2024 | Priscilla, a Rainha do Deserto - O Musical | Mitzi         |                                   |
| 2025 | Brilho Eterno                              | Jesse         | Jorge Farjalla                    |

## Música
- Você - Reynaldo Gianecchini e Marília Gabriela

## Prêmios e indicações
| Ano  | Premiação                            | Categoria                                  | Trabalho          | Resultado |
| ---- | ------------------------------------ | ------------------------------------------ | ----------------- | --------- |
| 2000 | Melhores do Ano                      | Ator Revelação                             | Laços de Família  | Venceu    |
| 2000 | Prêmio Extra de Televisão            | Melhor Revelação                           | Laços de Família  | Venceu    |
| 2001 | Troféu Internet                      | Revelação do Ano                           | Laços de Família  | Venceu    |
| 2001 | Troféu Imprensa[carece de fontes?]   | Revelação do Ano                           | Laços de Família  | Indicado  |
| 2002 | Prêmio Master                        | Melhor Ator                                | Esperança         | Venceu    |
| 2002 | Prêmio Contigo! de TV                | Melhor Par Romântico (com Priscila Fantin) | Esperança         | Venceu    |
| 2003 | Troféu Imprensa[carece de fontes?]   | Melhor Ator                                | Esperança         | Indicado  |
| 2004 | Prêmio Contigo! de TV                | Melhor Par Romântico (com Taís Araújo)     | Da Cor do Pecado  | Venceu    |
| 2005 | Troféu Leão Lobo                     | Ator Coadjuvante                           | Belíssima         | Venceu    |
| 2006 | Meus Prêmios Nick                    | Ator Favorito                              | Belíssima         | Venceu    |
| 2006 | Prêmio Qualidade Brasil              | Melhor Ator Coadjuvante                    | Belíssima         | Venceu    |
| 2006 | Prêmio Extra de Televisão            | Melhor Ator                                | Belíssima         | Indicado  |
| 2008 | Prêmio Contigo! de TV                | Melhor Ator                                | Sete Pecados      | Indicado  |
| 2012 | Os Brasileiros do Ano - Editora Três | Personalidade do Ano no Teatro             | Cruel             | Venceu    |
| 2013 | Prêmio Contigo! de TV                | Melhor Ator de Novela                      | Guerra dos Sexos  | Indicado  |
| 2013 | Meus Prêmios Nick                    | Ator Favorito                              | Guerra dos Sexos  | Indicado  |
| 2013 | Melhores do UOL e PopTevê            | Melhor Par Romântico (com Mariana Ximenes) | Guerra dos Sexos  | Indicado  |
| 2014 | Prêmio Contigo! de TV                | Melhor Ator Coadjuvante                    | Em Família        | Indicado  |
| 2015 | 9º Prêmio Quem                       | Melhor Ator de Teatro                      | A Toca do Coelho  | Venceu    |
| 2015 | Prêmio Starlight                     | Ator                                       | Diminuta          | Venceu    |
| 2015 | Prêmio Quem de Televisão             | Melhor Ator                                | Verdades Secretas | Indicado  |
| 2019 | Melhores do Ano                      | Ator de Novela                             | A Dona do Pedaço  | Indicado  |
| 2019 | Prêmio Área VIP                      | Melhor Ator                                | A Dona do Pedaço  | Indicado  |
| 2020 | Troféu Internet                      | Melhor Ator                                | A Dona do Pedaço  | Indicado  |
| 2022 | Festival de Cinema Vassouras         | Melhor Ator                                | Fédro             | Indicado  |
| 2022 | Prêmio Bibi Ferreira                 | Melhor Ator em Peça de Teatro              | Brilho Eterno     | Indicado  |
| 2022 | Prêmio Bibi Ferreira                 | Melhor Peça de Teatro                      | Brilho Eterno     | Venceu    |
| 2022 | Melhores do Ano NaTelinha            | Melhor Ator                                | Bom Dia, Verônica | Indicado  |
| 2022 | Prêmio Contigo! Online               | Ator de Série                              | Bom Dia, Verônica | Indicado  |
| 2023 | SEC Awards                           | Melhor Ator em Série Nacional              | Bom Dia, Verônica | Indicado  |
| 2023 | Prêmio Cenym de Teatro               | Melhor Elenco                              | A Herança         | Venceu    |
| 2023 | Prêmio Cenym de Teatro               | Melhor Qualidade Artística de Produção     | A Herança         | Indicado  |
| 2024 | SEC Awards                           | Melhor Ator em Série Nacional              | Bom Dia, Verônica | Indicado  |